# آلفافار
آلفافار (به اسپانیایی: Alfafar) یک شهرستان در اسپانیا است که در Horta Sud واقع شده‌است.

## خصوصیات
آلفافار ۱۰٫۱ کیلومترمربع مساحت و ۲۰٬۶۵۵ نفر جمعیت دارد و ۶ متر بالاتر از سطح دریا واقع شده‌است.